# أجا إيفانز
أجا إيفانز (بالإنجليزية: Aja Evans) هي متزلجة جماعية أمريكية، ولدت في 12 مايو 1988 في شيكاغو في الولايات المتحدة.

## وصلات خارجية
- أجا إيفانز على موقع الاتحاد الدولي لألعاب القوى (الإنجليزية)
- أجا إيفانز على موقع TFRRS.org (الإنجليزية)
- أجا إيفانز على موقع IBSF (الإنجليزية)
- أجا إيفانز على موقع اللجنة الأولمبية الدولية (الإنجليزية)
- أجا إيفانز على موقع أوليمبيديا (الإنجليزية)
- أجا إيفانز على موقع اللجنة الأولمبية والبارالمبية الأمريكية (الإنجليزية)